# Мечеть імама Алі
Мечеть Імама Алі (араб. حرم الإمام علي), також відома як Могила Алі — мечеть, розташована в Ен-Наджафі, Ірак. За традицією шиїта мечеть є місцем поховання Адама та Ноя.

## Історія
Мечеть спочатку побудована іранським правителем Азуд ад-Доулі і відкрита близько 977 над місцем поховання Алі ібн Абу Таліба. Згоріла і знову побудована в 1086, перебудована в 1358 і в XVI - першій половині XVII століття.
Під час повстання в березні 1991 гвардійці Саддама Хусейна сильно пошкодили Мечеть Імама Алі, коли штурмували опозиціонерів-шиїтів, які в ній сховалися. Згодом її було закрито протягом двох років, офіційно для ремонту.
Біля мечеті відбулося кілька терористичних актів під час війни в Іраку.
На мечеті присутній вірш тюркською, зроблений за вказівкою Надір-шаха в першій половині XVIII століття.